# Eugenia rosea
Eugenia rosea är en myrtenväxtart som beskrevs av Dc.. Eugenia rosea ingår i släktet Eugenia och familjen myrtenväxter. Inga underarter finns listade i Catalogue of Life.